# سیارک ۳۵۲۰
سیارک ۳۵۲۰ (به انگلیسی: 3520 Klopsteg، نامگذاری:1952SG) سه هزار و پانصد و بیستمین سیارک کشف شده‌است که در ۱۶ سپتامبر ۱۹۵۲ کشف شد.
قدر مطلق سیارک برابر ۱۳٫۹۰ است.